# Sint-Margaretha-Maria Alacoquekerk

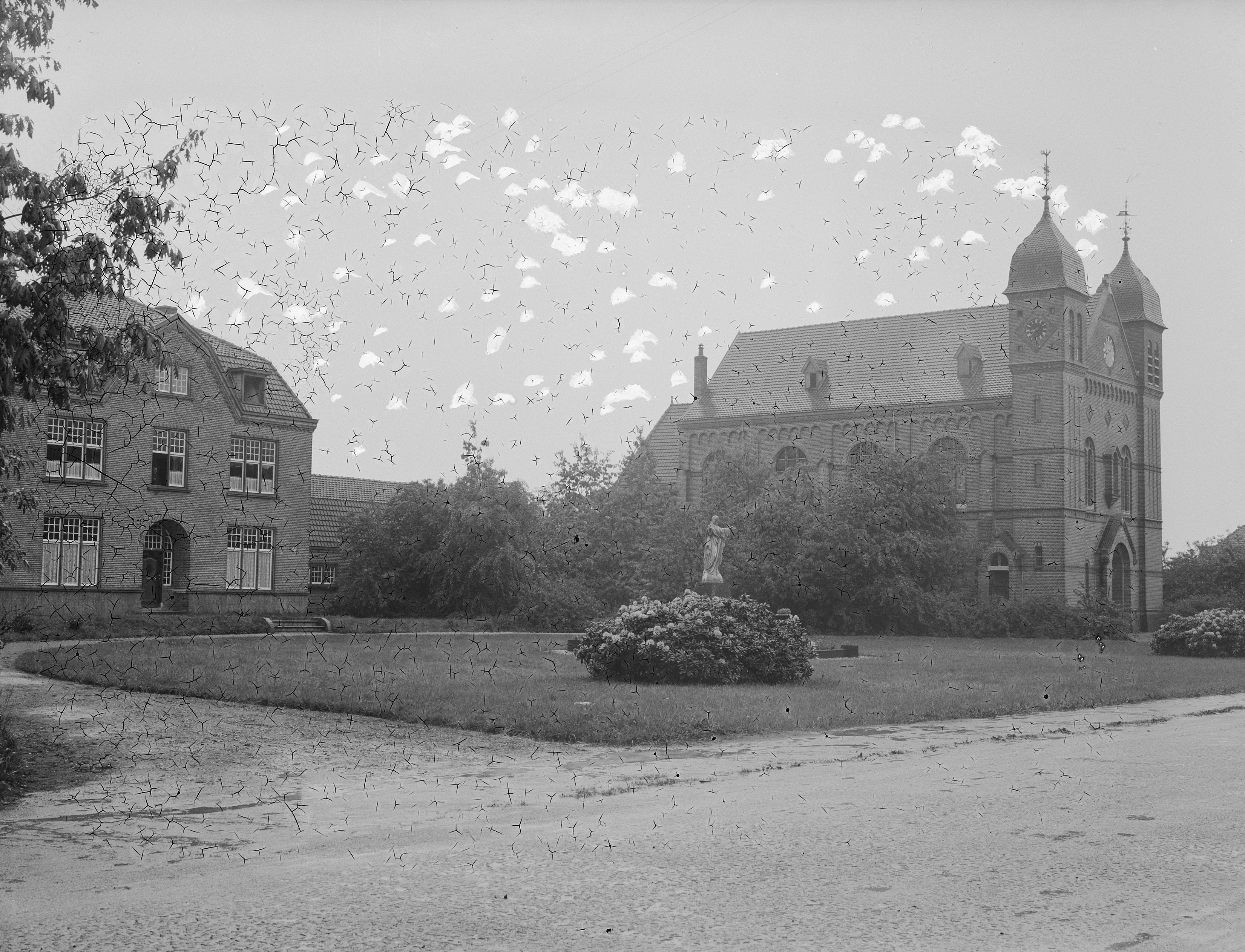
Oude Sint-Margaretha Maria Alacoquekerk

De Sint-Margaretha-Maria Alacoquekerk is een katholiek kerkgebouw in de tot de Noord-Brabantse gemeente Gemert-Bakel behorende plaats De Rips, gelegen aan de Meester Hertsigstraat.

## Geschiedenis
In 1921 werd in dit ontginningsdorp een kerk gebouwd naar ontwerp van Hubert van Groenendael. Het betrof een bakstenen kerkgebouw in traditionalistische stijl waarvan de voorgevel geflankeerd werd door twee torentjes met helmspits. 
Het dorp groeide en de kerk werd uiteindelijk te klein bevonden. Een nieuwe kerk werd gebouwd in de stijl van het naoorlogs modernisme. Deze kerk werd in 1965 in gebruik genomen. De oude kerk werd in 1971 gesloopt.
De nieuwe kerk is ontworpen door L.C. van de Lee en wordt gekenmerkt door een gebogen dak en een losstaande open klokkentoren, uitgevoerd in staalprofiel.